# 悲しみの雨
『悲しみの雨』（かなしみのあめ）は、日本のバンド、WAGの4枚目のシングル。

## 概要・解説
- テレビ朝日系『内村プロデュース』エンディング・テーマ及び1枚目のアルバム「WAG」先行シングル。
- 題曲については、柳田圭祐は「この曲は何と言ってもイントロのベース」と、南公祐「悲しいイメージが先行したのでベースラインは涙。ただの涙ではなく黒い涙。ここでいう涙は人が流す涙ではなく、人間の深部に流れる黒い液体である涙」とコメントしている[1]。
- 作詞は平山進也とGARNET CROWのAZUKI七による共作である。

## 収録曲
1. 悲しみの雨
  - 作詞：平山進也・AZUKI七　作曲・編曲：徳永暁人
2. In my life
  - 作詞：WAG　作曲：WAG・徳永暁人　編曲：徳永暁人
3. go far away
  - 作詞・作曲・編曲：WAG
4. 悲しみの雨 (instrumental)
  - 作曲・編曲：徳永暁人